# Liste der Kulturgüter in Orvin
Die Liste der Kulturgüter in Orvin enthält alle Objekte in der Gemeinde Orvin im Kanton Bern, die gemäss der Haager Konvention zum Schutz von Kulturgut bei bewaffneten Konflikten, dem Bundesgesetz vom 20. Juni 2014 über den Schutz der Kulturgüter bei bewaffneten Konflikten sowie der Verordnung vom 29. Oktober 2014 über den Schutz der Kulturgüter bei bewaffneten Konflikten unter Schutz stehen.
Objekte der Kategorie A sind im Gemeindegebiet nicht ausgewiesen, Objekte der Kategorie B sind vollständig in der Liste enthalten, Objekte der Kategorie C fehlen zurzeit (Stand: 31. März 2024). Unter übrige Baudenkmäler sind geschützte Objekte zu finden, die im Bauinventar des Kantons Bern als «schützenswert» verzeichnet sind.

## Kulturgüter
| Foto |                                                              | Objekt                                     | Kat. | Typ | Standort                       | Beschreibung |
| ---- | ------------------------------------------------------------ | ------------------------------------------ | ---- | --- | ------------------------------ | --- |
| ja   | Datei hochladen · Wikidata zu Reformierte Kirche (Q19857021) | Reformierte Kirche / Temple KGS-Nr.: 01151 | B    | G   | Longchamps 1 583135 / 223156   | 1722 fertiggestelltes Kirchengebäude, das einen spätgotischen Vorgängerbau ersetzte. Sein rechteckiges Äusseres ist bestimmt durch drei schmale, hohe Fenster an der Längs- und zwei an der Chorfassade sowie einen quadratischen Glockenturm an der Westseite. Das Kirchenschiff ist mit einfachem Satteldach gedeckt, während die achteckige Turmhaube aufwändiger gestaltet ist. |
| ja   | Datei hochladen · Wikidata zu Haus Robert (Q110948987)       | Haus Robert / Maison Robert KGS-Nr.: 16787 | B    | G   | Le Chärjus 118 581460 / 222327 | Das Haus, auch als Le Jorat bekannt, ist ein Wohnhaus mit Atelier von 1907/08 ursprünglich als Sommerresidenz gebaut, vom und für den Maler Léo-Paul Robert. |

## Übrige Baudenkmäler
Hinweis: Anstelle der KGS-Nummer wird als Objekt-Identifikator (ID) die Grundstücksnummer verwendet.
| ID      | Foto |                 | Objekt | Typ | Standort                               | Beschreibung |
| ------- | ---- | --------------- | --- | --- | -------------------------------------- | ------------ |
| versch. | BW   | Datei hochladen | Auffüllung mit Stützmauer und Brüstung, gewölbter Kanal für den Durchgang des Baches (um 1860) / Comblement avec mur de soutènement et parapet, canal voûté pour le passage du ruisseau (vers 1860) | G   | Route d'Evilard N.N. 583139 / 223064   |              |
| 31      | BW   | Datei hochladen | Ehemaliges Bauernhaus (frühes 19. Jh.) / Ancienne ferme (début 19ème s.) | G   | Route Principale 32 583106 / 223345    |              |
| 46      | BW   | Datei hochladen | Brunnen (1832) / Fontaine (1832) | G   | Route Principale N.N.4 583182 / 223372 |              |
| 97      | BW   | Datei hochladen | Ehemaliges Doppelbauernhaus (frühes 19. Jh.) / Ancienne ferme double (début 19ème s.) | G   | Route Principale 31 583175 / 223387    |              |
| 168     | BW   | Datei hochladen | Bauernhaus (2. Viertel 19. Jh.) / Ferme (2ème quart 19ème s.) | G   | Sonville 5 582886 / 223285             |              |
| 172     | BW   | Datei hochladen | Speicher (1765) / Grenier (1765) | G   | Le Coin 2a 582848 / 223259             |              |
| 173     | BW   | Datei hochladen | Herberge Crosse de Bâle (1797) / Auberge de la Crosse de Bâle (1797) | G   | Le Coin 4 582892 / 223233              |              |
| 233     | BW   | Datei hochladen | Ehemaliges Freihandelshaus, genannt "Franche Courtine" (1801) / Ancienne maison franche, dite "Franche Courtine" (1801)                                                                             | G   | Route Principale 12 583019 / 223331    |              |
| 454     | BW   | Datei hochladen | Wohnhaus mit Atelier (1907/08) / Maison d’habitation et atelier (1907/08) | G   | Le Chärjus 118 581458 / 222329         |              |
| 454     | BW   | Datei hochladen | Bienenhaus (Anfang 20.Jh.) / Rûcher (debut 20eme s.) | G   | Le Chärjus 118a 581470 / 222273        |              |
| 692     | BW   | Datei hochladen | Altersheim "Les Roches" (1991) / Home pour personnes âgées "Les Roches" (1991) | G   | Les Oeuches 26 583218 / 223639         |              |
| 1711    | BW   | Datei hochladen | Alter Infanterie-Bunker (1940) / Ancien bunker d'infanterie (1940) | G   | Les Echerts N.N. 585820 / 224320       |              |
| 2437    | BW   | Datei hochladen | Bauernhaus (um 1800) / Ferme (vers 1800) | G   | La Tuilerie 117 581410 / 222389        |              |
| 2438    | BW   | Datei hochladen | Ofenhaus (19. Jh.) / Four (19ème s.) | G   | Le Jorat 121c 581561 / 222265          |              |
| 2438    | BW   | Datei hochladen | Ehemalige Ziegelei (1859) / Ancienne tuilerie (1859) | G   | Le Jorat 122 581588 / 222177           |              |
| 2475    | BW   | Datei hochladen | Brunnen (1857) / Fontaine (1857) | K   | Le Coin N.N.2 583110 / 223170          |              |